# 花山院弘匡
花山院 弘匡（かさんのいん ひろただ、昭和37年〈1962年〉9月7日 - ）は、日本の神職、教育者。花山院家37代目当主。春日大社宮司。

## 経歴
昭和37年（1962年）9月7日、花山院親忠の長男として、佐賀県に生まれる。昭和61年（1986年）3月、國學院大學文学部神道学科卒業。
昭和62年（1987年）4月、奈良県公立学校教員に採用され、同月より奈良県立富雄高等学校、次いで平成8年（1996年）4月より奈良県立片桐高等学校、平成16年（2004年）4月からは奈良県立奈良高等学校に勤め、地理などを教えた。
平成20年（2008年）4月、春日大社宮司に就任した。同年5月、南都楽所会長・奈良国立博物館評議員に就任。同年6月、奈良の鹿愛護会名誉会長に就任。同年10月、天皇・皇后が春日大社を参拝した際には案内役を務めた。
平成22年（2010年）4月、全国国宝重要文化財所有者連盟理事に就任。同年12月、奈良県教育委員会委員に選任された。
平成25年（2013年）12月21日、奈良県教育委員会委員長に就任した。
平成26年（2014年）12月20日、奈良県教育委員会委員長の一年の任期を終え、翌21日から同職二期目に入った。
平成31年（2019年）3月、天皇・皇后主催の京都御所での茶会に招かれ、皇后から「今後も国民のために祈り続けてください」という旨の言葉を掛けられた。
令和4年（2022年）10月28日、若宮神社の本殿遷座祭に参列するため春日大社を訪れた佳子内親王に、境内を案内して、「修復の際、本殿の柱などに塗られた朱はオレンジがかったものも」使用されていることなど、若宮神社について説明した。

## 系譜
典拠が無い限り、『平成新修旧華族家系大成』上巻, p. 407を参照した。
- 父：花山院親忠（1918 - 1994） - 春日大社宮司
  - 長姉：愛子（1942 - ） - 白木徳次夫人
  - 次姉：路子（1948 - ） - 高田幸一夫人
  - 三姉：彌生（1954 - ） - 上田潤二夫人[2]
- 母：花山院瑞子（1925 - ） - 空閑昇長女
- 妻：花山院和子（1962 - ） - 辻本弘長女
  - 長女：悠生（1993 - ）

## 著書

### 単著
- 『神道 千年のいのり』春秋社、2016年11月3日。ISBN 978-4-393-29948-7。
- 『春日大社のすべて：宮司が語る御由緒三十話』中央公論新社、2016年12月7日。ISBN 978-4-12-004900-2。

### その他
- 『いのち：宗教家6人との対話』講談社、2013年9月11日。ISBN 978-4-06-218591-2。

## 出演
- 『美の巨人たち』第829回「春日大社」（2016年8月20日、テレビ東京）
- 『人名探究バラエティー 日本人のおなまえっ!』第13回「藤のつく名字」（2017年7月13日、NHK総合）
- 『氏神さま〜私たちの身近な祈り〜』第3話「氏神さまの登場」（2021年6月26日、三重テレビ）
- 『最後の○○〜日本のレッドデータ〜』（2021年9月10日、NHKBSプレミアム）

### 書籍出典
1. 1 2 3 4  『平成新修旧華族家系大成』上巻, p. 407.
2. ↑  『平成新修旧華族家系大成』上巻, p. 232.

### サイト出典
1. 1 2  “花山院弘匡プロフィール”. HMV&BOOKS online. 2022年4月23日時点のオリジナルよりアーカイブ。2022年12月9日閲覧。
2. 1 2 3 4 5 6 7 8  「奈良県教育委員会委員長の選任について」『Ｅ－夢はっしん！』第235号、2015年1月1日、 オリジナルの2023年4月26日時点におけるアーカイブ、2023年4月26日閲覧。
3. 1 2  “両陛下の生きとし生けるものへのまなざし：花山院弘匡・春日大社宮司”. 『産経ニュース』 (2019年4月30日). 2022年12月9日時点のオリジナルよりアーカイブ。2023年4月14日閲覧。
4. ↑  “佳子さま 春日大社で修復が行われた若宮神社の本殿などを視察”. 『NHK NEWS』 (2022年10月28日). 2022年10月28日時点のオリジナルよりアーカイブ。2023年4月14日閲覧。